# Corydoras copei
Corydoras copei är en fiskart som beskrevs av Han Nijssen och Isbrücker, 1986. Corydoras copei ingår i släktet Corydoras och familjen Callichthyidae. Inga underarter finns listade i Catalogue of Life.